# Anaal vingeren

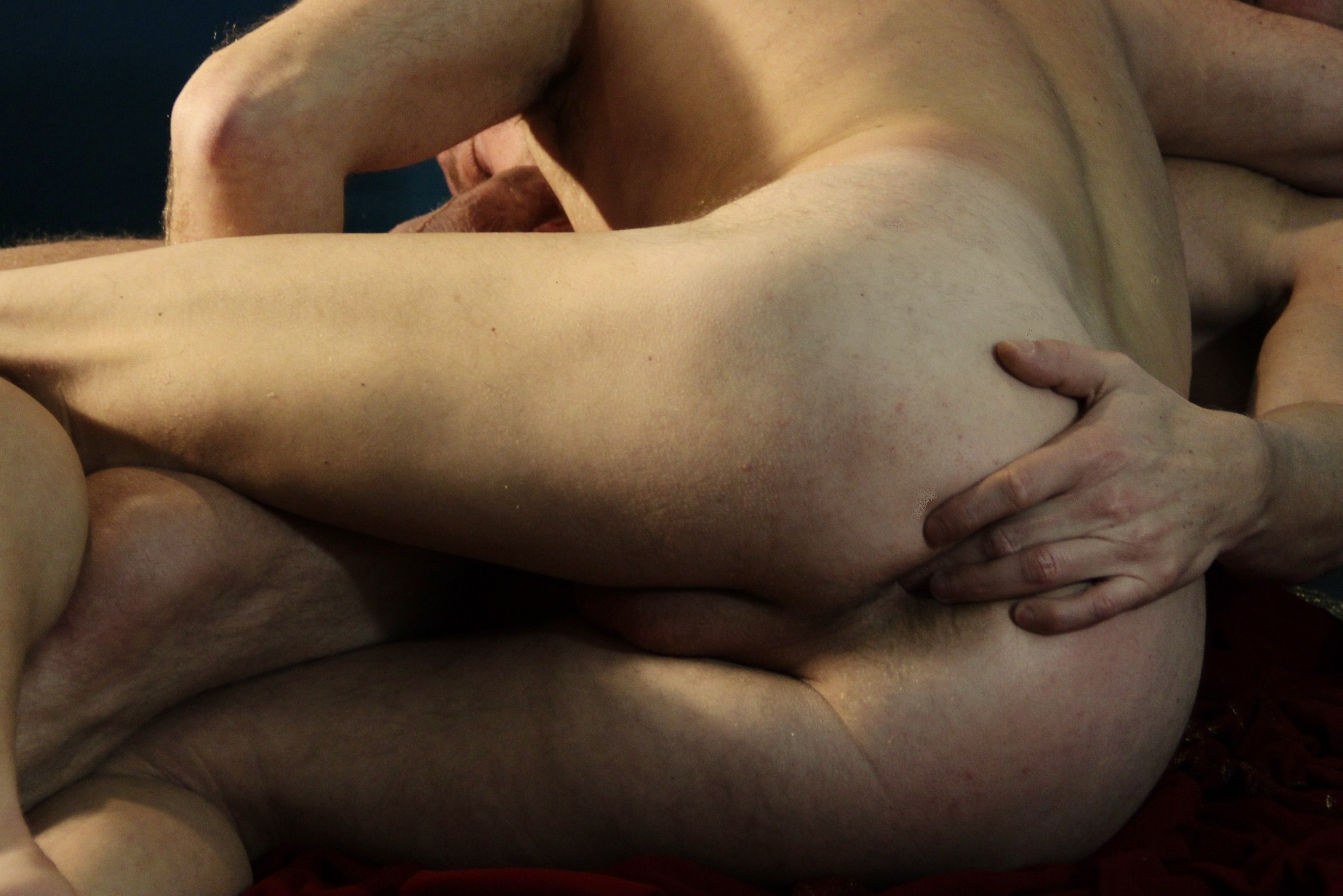
Een man die een ander vingert

Anaal vingeren is het met een vinger penetreren van de anus. Ook kan de anus alleen aan de buitenkant bevingerd worden zonder penetratie. Anaal vingeren is een vorm van anale seks die een persoon bij zichzelf of bij iemand anders kan uitvoeren.
Voor zowel mannen als vrouwen kan anaal gevingerd worden prettig zijn vanwege de vele zenuwuiteinden rondom de anus. Bovendien kan bij een man via een vinger in de anus de prostaat gestimuleerd worden. Om beschadiging van de darmwand te voorkomen is het van belang dat het bevochtigd is, met bijvoorbeeld speeksel of glijmiddel. Soms wordt voor een betere ervaring gebruikgemaakt van een chirurgische handschoen of vingercondoom.